# 박동희 (야구블로거)
박동희(1973년 5월 5일 ~ )는 대한민국 야구 블로거이며 야구 전문기자이며 야구 해설가로 활동하고 있다. 가장 많은 안티를 보유하고 논란을 불러일으키는 블로거이다.

## 출신 학교
- 경운중학교 -> 목동중학교
- 신목고등학교
- 동국대학교

## 생애
경상북도 상주시에서 태어나서 어릴 때 대구에 살았던 것으로 보인다. 경운중학교에서 서울 목동중학교로 전학온 후 신목고등학교, 동국대학교를 나왔다고 한다.

## 활동
2004년 스포츠 2.0이 출간할 때 창간 기자로 참여했다. 스포츠 2.0에서는 야구를 주로 썼지만 골프, 피겨, 수영 부문 기사도 썼다. 야구 기사로 유명했지만 김연아 기사로 유명세를 탔다. 2006년 SBS 이승엽 중계방송에서 해설을 맡은 뒤 2016년까지 해설을 겸하고 있다.
2008년 네이버와 계약해 〈스포츠춘추〉 이름으로 활동하고 있으며, MBC SPORTS+에서는 해설위원으로, MBC에선 야구 읽어주는 남자의 고정 패널로 출연하며 활동하고 있다.
그는 다른 기자들에게 선후배라는 호칭을 쓰고 있다.

## 논란
본인은 기자라고 주장하지만 정작 언론고시 합격사실조차 없고, 칼럼을 비롯하여 그가 쓴 내용은 많은 논란을 야기하고 있다. 직업을 기자가 아닌 칼럼리스트 또는 파워블로거로 기재해야 한다는 논란이 있다.
KT창단 사건, 스탯티즈 사건, 한화 사건 등으로 논란의 여지가 많다. 그 자신은 이승엽과 야구를 같이 했다고 주장하고 있다.